# Eutima gegenbauri
Eutima gegenbauri är en nässeldjursart som först beskrevs av Ernst Haeckel 1864.  Eutima gegenbauri ingår i släktet Eutima och familjen Eirenidae. Arten är reproducerande i Sverige. Inga underarter finns listade i Catalogue of Life.